# اندراک
اندراک (به لاتین: Andarak) یک منطقهٔ مسکونی در قرقیزستان است که در استان بادکند واقع شده‌است.

## خصوصیات
اندراک ۵٬۹۹۷ نفر جمعیت دارد و ۱٬۷۹۹ متر بالاتر از سطح دریا واقع شده‌است.